# Отличительные знаки уличных банд США
Отличительные знаки уличных банд — визуальный или словесный способ, которым члены банды идентифицируют свою принадлежность. Включает в себя много форм — слоганы, татуировки, язык жестов, цвет одежды и т. д. Многие из них, особенно слоганы и жесты, стали частью массовой культуры. Также банды рисуют свои символы на стенах и поездах в виде граффити.

## История
Уличные банды появились в Соединенных Штатах в начале 1900-х годов. Банды 20-х отличаются от сегодняшних банд. Тогда самыми распространенными бандами были итальянские мафиози, города были разделены между разными семьями. Когда чёрные выступили против сегрегации, они создали банды, чтобы стать более сильными. Эти группировки развивались в течение долгого времени и становились всё больше и сильней. Сегодня в США существует более чем 33 000 различных банд, которые включают в себя 1,4 миллиона человек.

## Татуировки

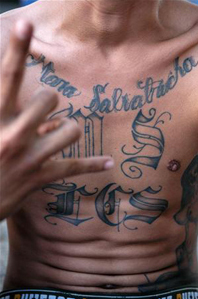
Знак и тату банды Mara Salvatrucha

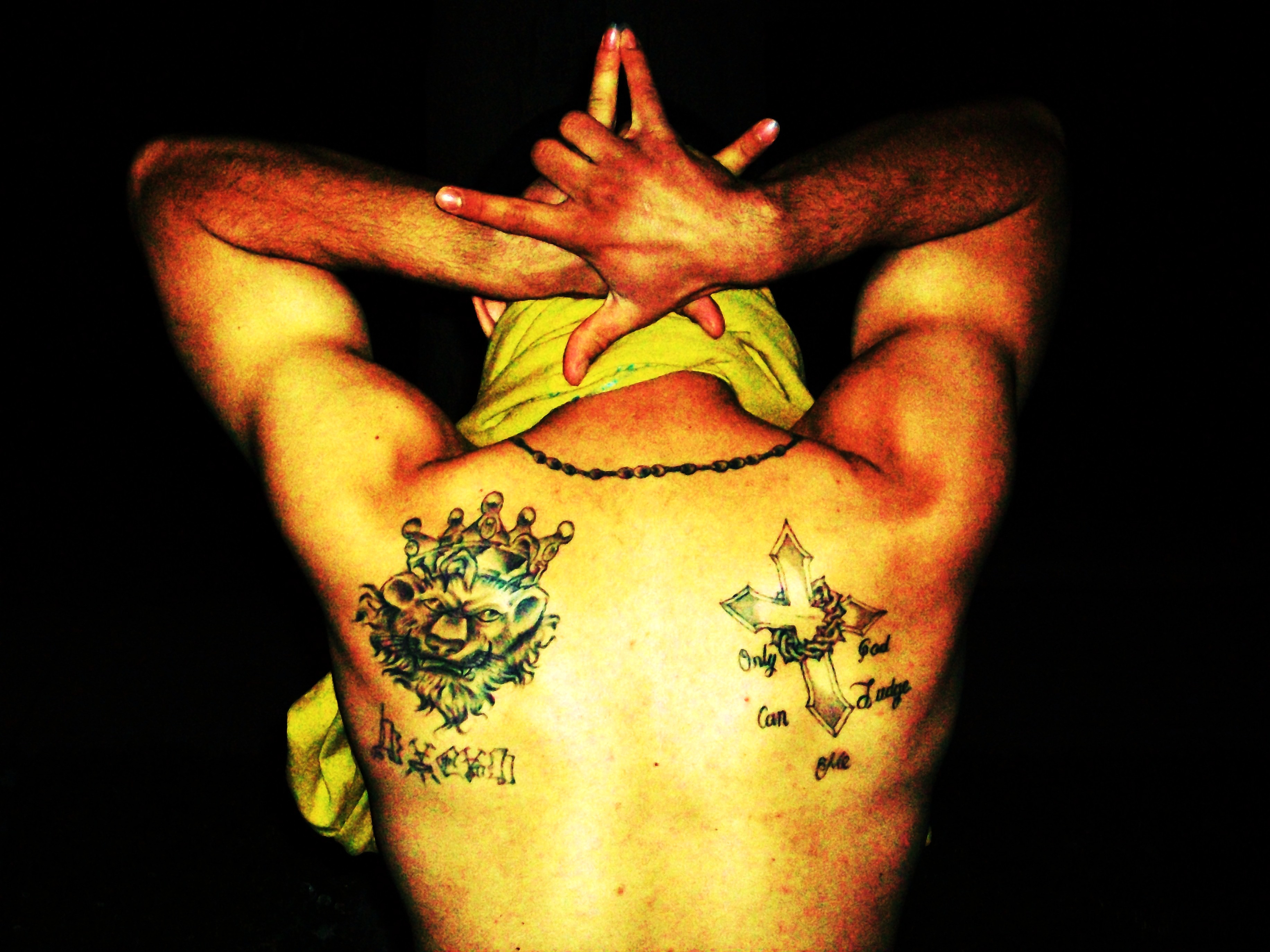
Член банды Latin Kings показывает татуировки банды — лев в короне, и знак руками — пятиконечная звезда

Татуировки показывают принадлежность человека к банде и своими деталями рассказывают о его криминальной биографии, влиянии и статусе в сообществе. Также иногда используется выжигание знаков банды на коже.
Символы банды, используемые в татуировках и настенных рисунках относятся к мифологии. Например, союз уличных банд Folk Nation использует в своей символике Звезду Давида — еврейский религиозный символ в честь царя Давида. Шестиконечная звезда также иногда используется бандой Crips. Кроме того, каждый конец звезды представляет ценность каждой нации. Sureños, обычно связанные с мексиканской мафией, используют номера 13 и 3, ссылаясь на факт, что «M» — 13-я буква английского алфавита.

## Граффити
Граффити также являются важными отличительными знаками банд, их использование тесно связано с фактом, что у многих банд есть районы, которыми они управляют. Граффити также часто очень символичны и могут содержать много информации о действиях, ценностях банды и их действующих противниках.
Чаще всего банды оставляют граффити, чтобы пометить территорию или послать угрозу конкурирующей банде. Также члены банд часто делают вылазки для того, чтобы оставить свои граффити на территории врагов и зачеркнуть их рисунки. Это также известно как «вычёркивание».

## Знаки руками
Использование знаков, изображаемых руками, можно проследить до Триад. Они использовали их не только чтобы представить себя, но и чтобы идентифицировать себя другим участникам. Знак банд «подбрасывание» (throwing up) — одна из самых известных и очевидных форм «требования» (claiming). Он используется во многих ситуациях, когда другие идентификаторы могут быть недоступны; также может показывать, что член банды находится в этом районе, чтобы «заняться бизнесом» (do business), или просто проходит мимо. Обычно эти знаки делаются с помощью пальцев на одной или обеих руках. Они также могут использоваться, чтобы передать более определённую информацию. Жесты показываются только тогда, когда требуется. Многие из знаков одной банды очень похожи на знаки другой, что может вызвать недопонимание среди членов банды, «нечленов» банды и членов другой банды.
Другой идентификатор, который может быть использован только по требованию, — это рукопожатие, которое у каждой банды также разное.

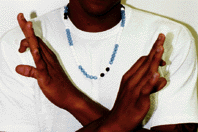
Знак банды Crips
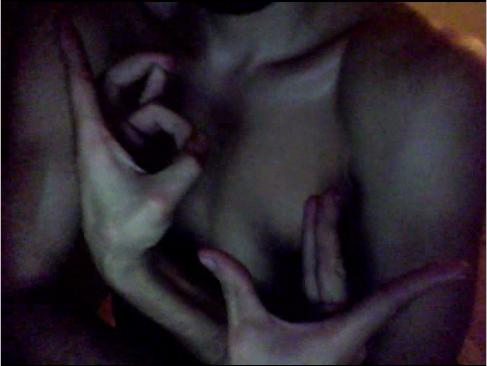
Знак банды 18th Street gang

## Одежда и цвета
Одежда — ещё один важнейший отличительный знак банд. Одежда позволяет конкурирующим бандам определить, кто друг, а кто враг. Например, одежда латиноамериканских банд стандартная и легко распознаваемая. Такие банды как Latin Kings носят белые футболки, мешковатые штаны и банданы или шляпы, иногда всё вместе. Члены афроамериканских банд индивидуальны в выборе своей одежды. Члены банды носят определённую одежду и определённые аксессуары, которые соответствуют цветам их банды. Например, враждующие Bloods и Crips: цвет банды Bloods красный, тогда как цвет банды Crips — синий.
Цвета банд — тип, цвет одежды или знаки отличия, которые носят члены банды, чтобы опознавать друг друга. Татуировки также могут быть выполнены в цветах банды.. Различные сеты (отдельные группировки от 3 и более членов) носят вторичные цвета, указывающие на их принадлежность к какой-либо банде.

### Список цветов банд
- Black Disciples — чёрный, синий, красный.
- Geroev Crips Family — синий, зелёный.
- Black P. Stones — зелёный, оранжевый.
- Bloods — красный.
- Crips — синий, чёрный, голубой, бирюзовый. У некоторых отдельно взятых сэтов — пурпурный, зелёный, оранжевый, коричневый, жёлтый (золотой).
- G4 — оранжевый, жёлтый.
- Devils Diciples — красный, синий, белый.
- Dominicans Don't Play — красный, белый, синий.
- Folk Nation — синий, чёрный.
- Gangster Disciples — чёрный, синий, серый, красный.
- Hoover Criminals — оранжевый.
- Kkangpae — чёрный, синий.
- Pirus — бордовый. У одного из сэтов встречается лаймовый или зелёный.
- People Nation — чёрный, красный.
- Latin Kings[4] — чёрный, жёлтый/золотой.
- Norteños[7] — чёрный, белый, красный.
- Sureños[2] — серый, белый, синий.
- TAP Boyz — красный.
- United Blood Nation — красный, чёрный.
- Mara Salvatrucha — белый, голубой.
- Fourteenth Blokk Family — красный, чёрный.

## Банданы
Банданы, как правило с узором "пейсли", могут носиться разными способами и быть различных цветов, что показывает, с какой бандой связан гангстер. Самые популярные цвета бандан — красный, синий, чёрный, белый, серый и жёлтый. Их, как правило, носят на голове либо в левых или правых карманах.